# 河畠大四
河畠 大四（かわばた だいし、1960年 - ）は日本のジャーナリスト。『週刊朝日』第42代編集長。東京都出身。

## 経歴・人物
慶應義塾大学法学部卒業後、小学館に入社、『ビッグコミック』にて手塚治虫を担当。『女性セブン』『SAPIO』にも在籍した。
1989年、朝日新聞社入社。『週刊朝日』にて鴻上尚史、ナンシー関などを担当。朝日新聞経済部、『論座』などを経て、2011年4月より『週刊朝日』編集長。

2012年10月26日号に掲載した作家佐野眞一と同誌取材班が執筆した「ハシシタ 奴の本性」が問題となり、2012年10月26日、朝日新聞出版社長付に異動。その後、停職3カ月と降格の懲戒処分となった。出版元の朝日新聞出版の神徳英雄社長は引責辞任。
当人のTwitterによると2020年、朝日新聞社を退社し独立。